# Parador Tajes
Parador Tajes es una localidad uruguaya de la zona oeste de Los Cerrillos, en el departamento de Canelones. Está ubicado sobre costas del río Santa Lucía, frente a la isla del Francés.  Se accede por la Ruta 47 kilómetro 51 así como también por vía fluvial ya que cuenta con el Puerto Jackson.

## Historia
Las tierras donde hoy se encuentra Parador Tajes fueron otorgadas por la Corona Española a Montes de Oca en el siglo XVII, este vendió a Don Pascual Alamo quien construye una casa al estilo colonial .El "Parador Tajes" como se lo conoce no siempre tuvo ese nombre, hasta la mitad del siglo XX se lo conocía como la "Estancia de Joaquín Suárez", como lo describen los documentos de la época. Existe una carta del Tte. Gral Máximo Tajes con fecha en mayo de 1887 donde deja constancia que "me iré algunas horas a descansar a la Estancia de Joaquín Suárez en Los Cerrillos"(documento exhibido en el Museo Tajes).
El nombre oficial de "Parador Tajes" es fruto de la labor de la recién creada Comisión Nacional de Turismo donde se buscaba promocionar zonas de interés turístico ya sea por la zona, así como también el paisaje, fuera de Montevideo.
Esta Comisión fue creada en 1933 en el gobierno de Gabriel Terra y  partir de 1949 la Comisión adquiere la Casona y esta  comenzó a funcionar como un Parador, bautizado Parador Tajes. Es la época de la  creación de "Paradores", en los que las personas podían no solo visitar el lugar sino que eran propicios para realizar descansos con comidas típicas .
Además esta Comisión se encargó de la publicación "Turismo en Uruguay", de distribución gratuita con la finalidad de dar a conocer lugares históricos o naturales del país.
En la década de 1950, Parador Tajes adquirió enorme fama porque en la Casona del Tte. Gral Máximo Tajes funcionó un Salón de baile en el que vinieron orquestas típicas no solo de Uruguay sino también de Buenos Aires.
En la actualidad cuenta con un parque rodeado de flora indígena, una zona de camping, regatas y el Museo Tajes.

## Galería

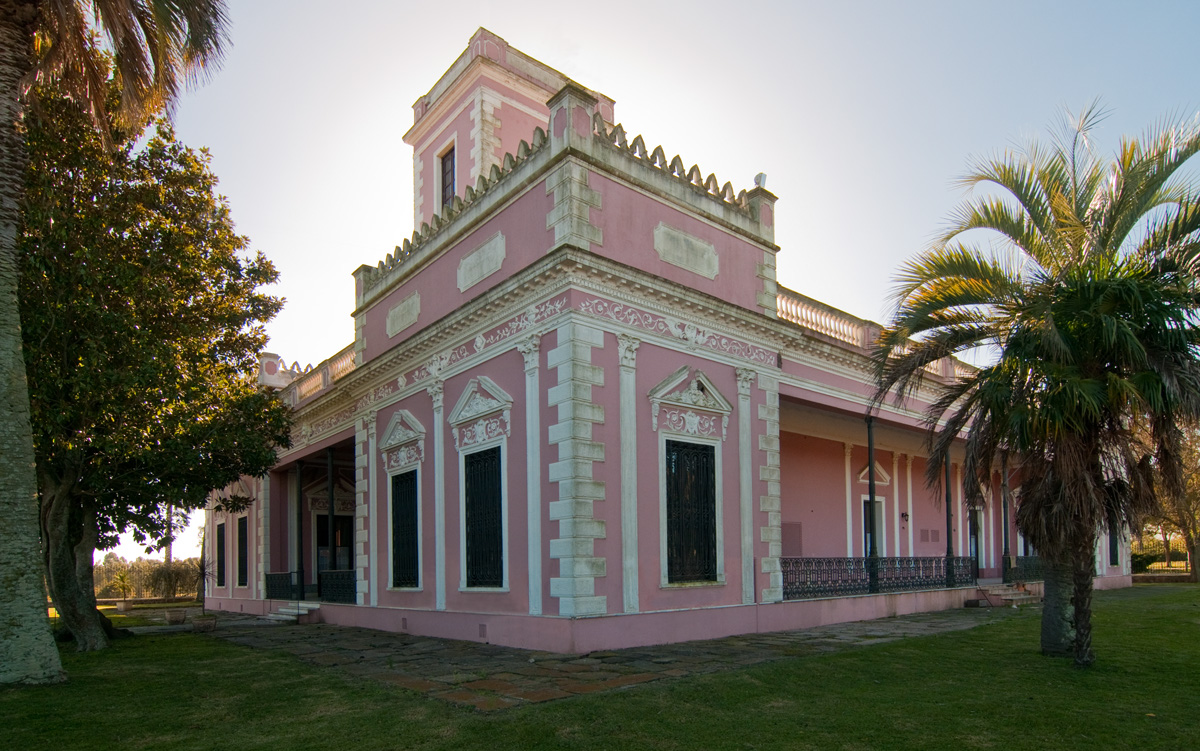
Casona de Máximo Tajes
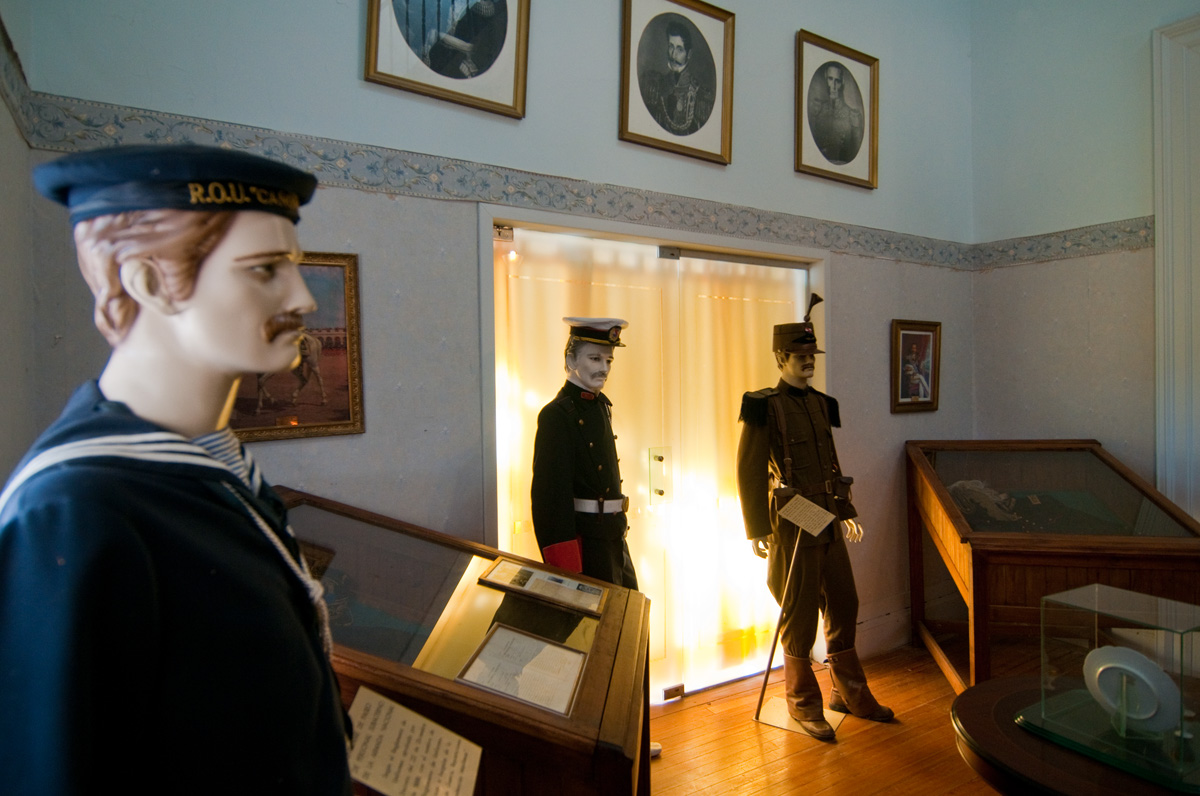
Museo
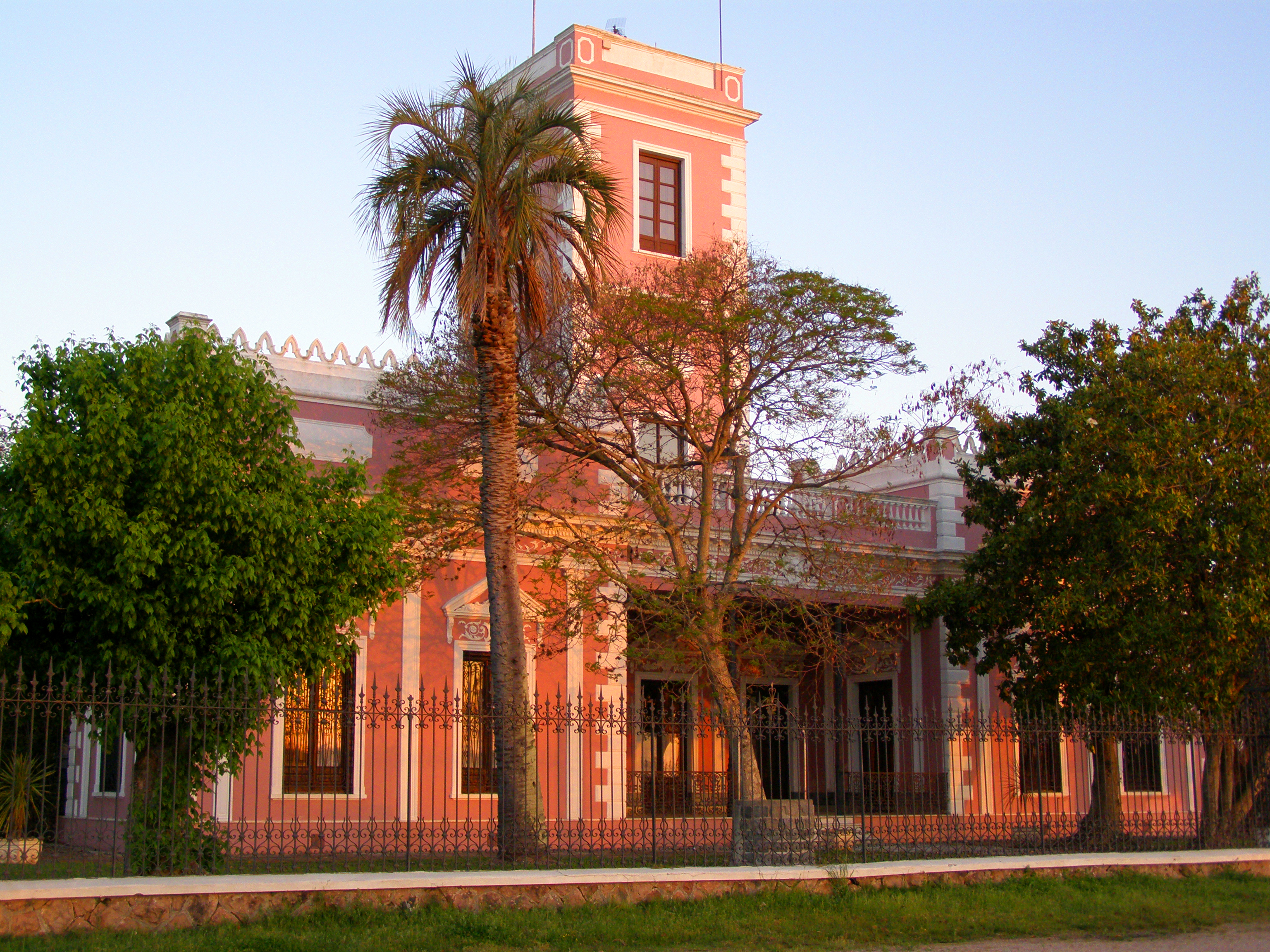
Vista frontal del actual museo.